# ستيف تورنر (شاعر)
ستيف تورنر (بالإنجليزية: Steve Turner)‏ هو كاتب سير وصحفي وشاعر بريطاني، ولد في 17 مايو 1949.